# Володимирівський ландшафтний заказник
Володи́мирівський зака́зник — ландшафтний заказник місцевого значення в Україні. Об'єкт розташований на території Запорізького району Запорізької області, за 0,8 км на захід від села Володимирівське. 
Площа — 18 га, статус отриманий у 1998 році.
На момент створення заказника (1998) існувало дві природоохоронні проблеми, які місцева влада (Володимирівська сільська рада) зобов'язувалась з часом ліквідувати: 1) стихійне звалище побутових відходів у верхів'ї північного відрогу балки (на межі заказника); 2) несанкціонована виїмка гумусного шару грунту з днища балки для присадибних ділянок і дач. Ці проблеми залишились невирішеними і перейшли у спадок до нової влади  — до Широківської об'єднаної територіальної громади Запорізького району. 

## Природні особливості
Ландшафтний заказник «Володимирівський» знаходиться у верхів'ї нижнього правого відрогу великої правобережної балкової системи — балки Гадючої. 
Значна частина території заказника вкрита штучною деревно-чагарниковою рослинністю, у тому числі частина схилових ділянок, зайнятих раніше цілинним степом. Уздовж кордонів заказника створені захисні лісосмуги. Залишки байрачних лісів фрагментарно збереглися у середній частині балки та у верхів'ях її відрогів (2—4 стадії антропогенної дигресії). На місці знищеної байрачнолісової рослинністі утворилися суходільні луки (1—2 стадії дигресії). Схили балки вкриті степовою рослинністю, представленою різнотравно-типчаково-ковиловим (справжнім), лучним і чагарниковим степом (1—2 стадії дигресії).

### Раритетні види та угруповання рослин
На території заказника зростає 1 вид рослин, занесений до Червоного списку МСОП (астрагал шерстистоквітковий), 9 видів, занесених до Червоної книги України (сон лучний, горицвіт волзький, астрагал понтійський, брандушка різнокольорова, шафран сітчастий, рястка Буше, ковила волосиста, ковила Лессінга, ковила найкрасивіша) та 6 видів, занесених до Червоного списку рослин Запорізької області (мигдаль степовий, астрагал пухнастоквітковий, барвінок трав'янистий, півники маленькі,  гіацинтик блідий, проліска дволиста.
На території заказника виявлено 3 рослинні угруповання, які занесені до Зеленої книги України, зокрема формації мигдалю степового, ковили волосистої та ковили Лессінга. 

### Раритетні види тварин
На території заказника зареєстровано 5 видів тварин, занесених до Червоної книги України (подалірій, ксилокопа звичайна, ящірка зелена, полоз жовточеревий, полоз сарматський).

## Панорами

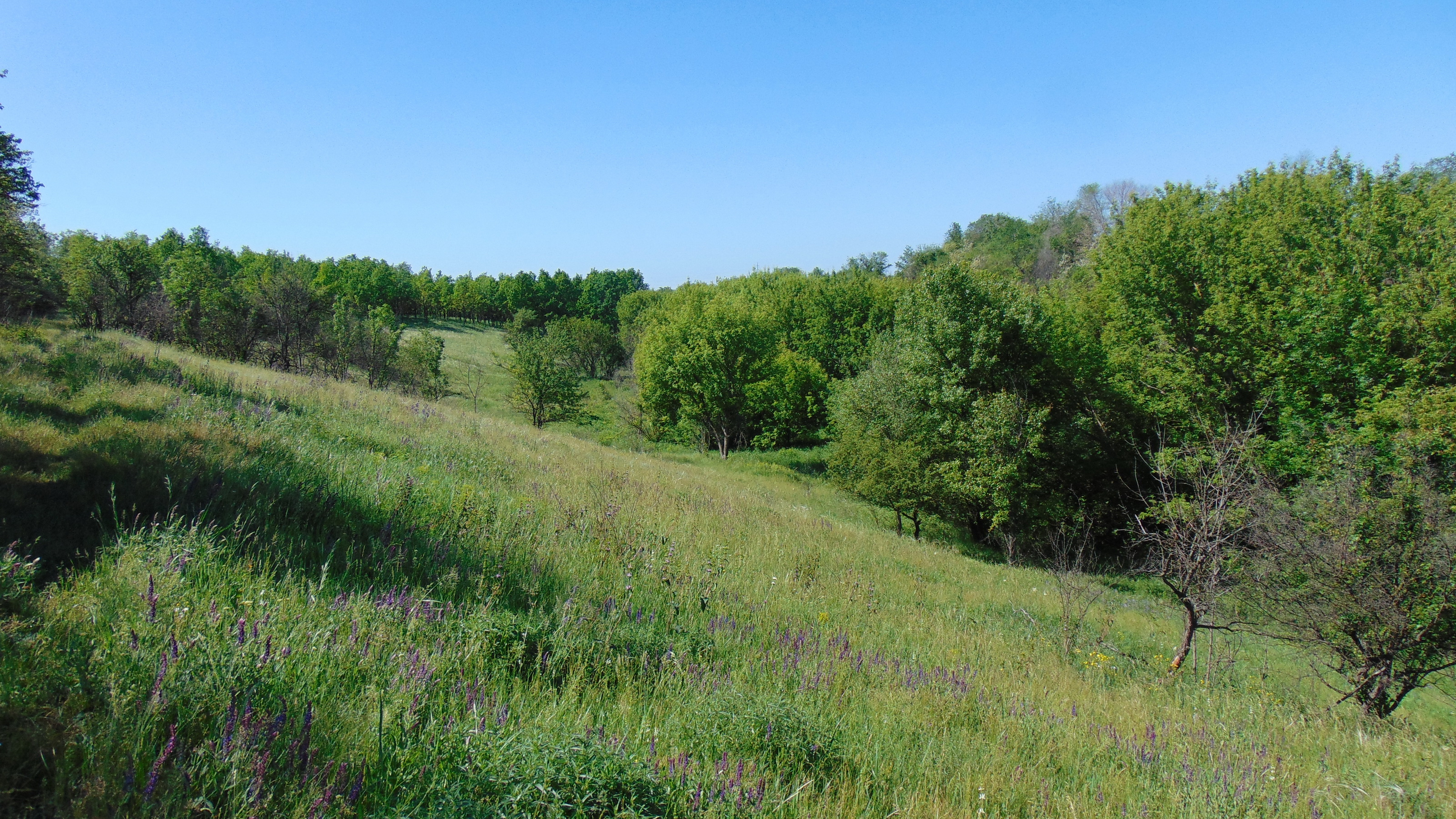
Ландшафтний заказник «Володимирівський». Панорама
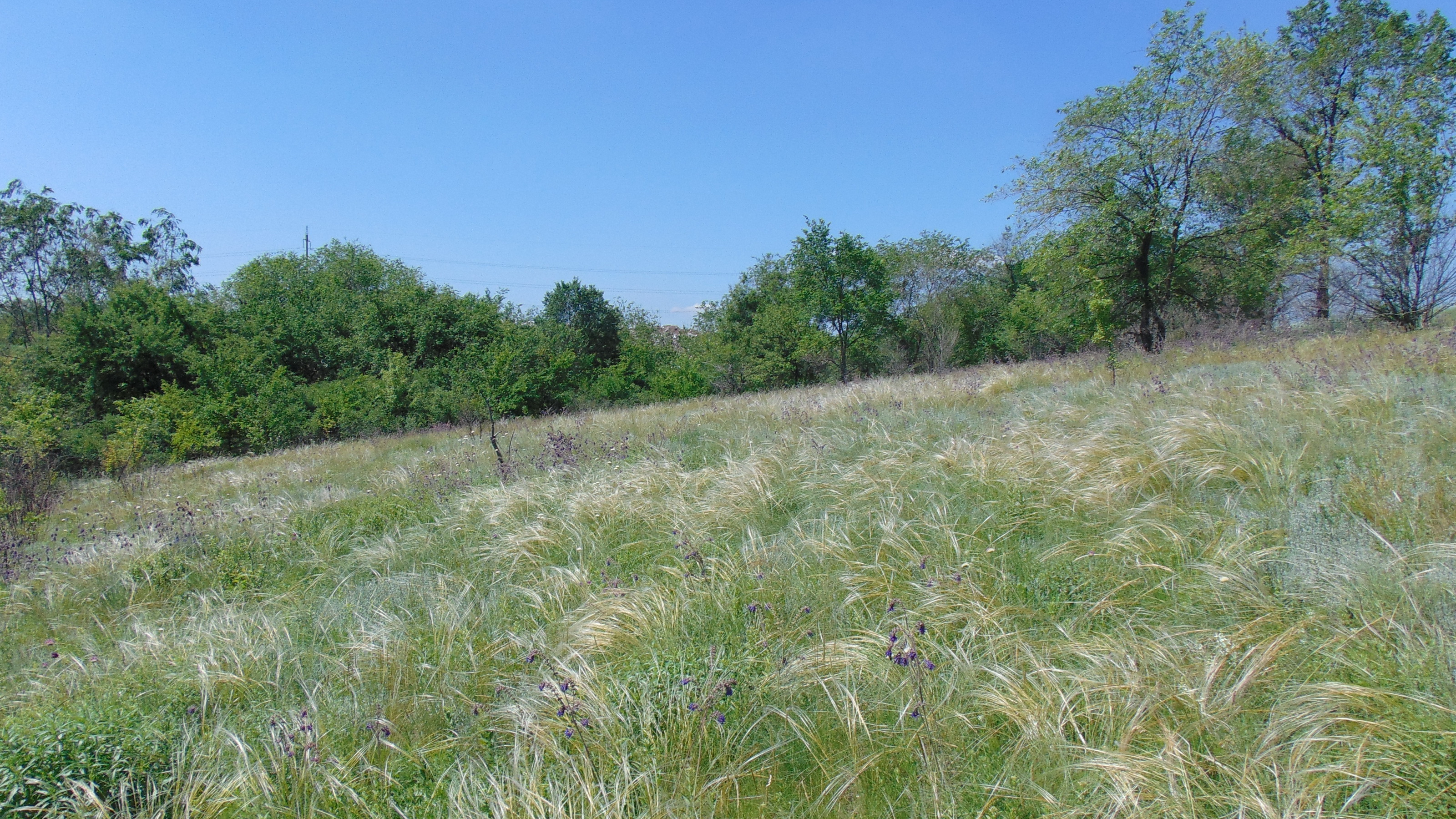
Цілинний степ

## Галерея

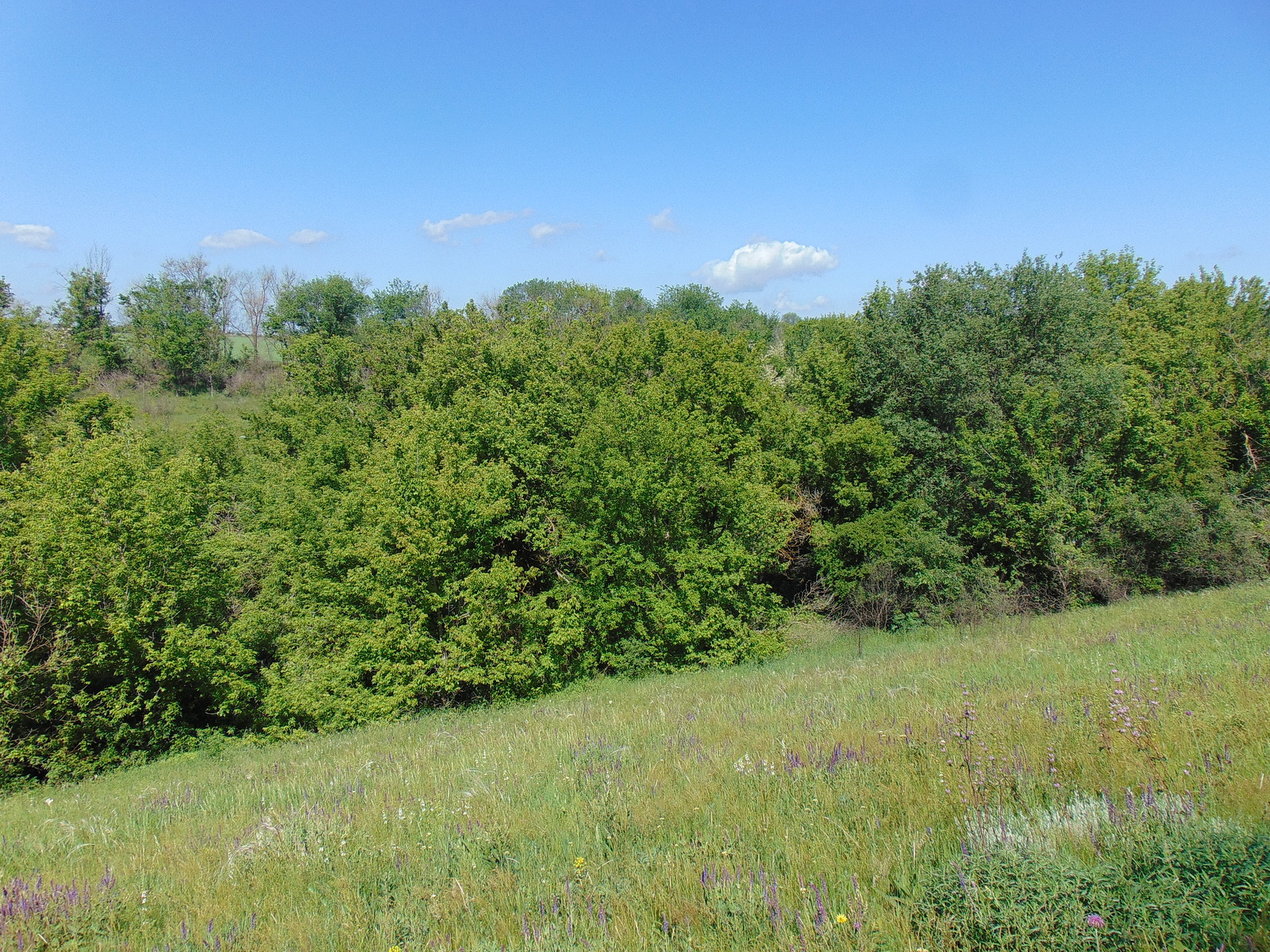
Байрачний ліс
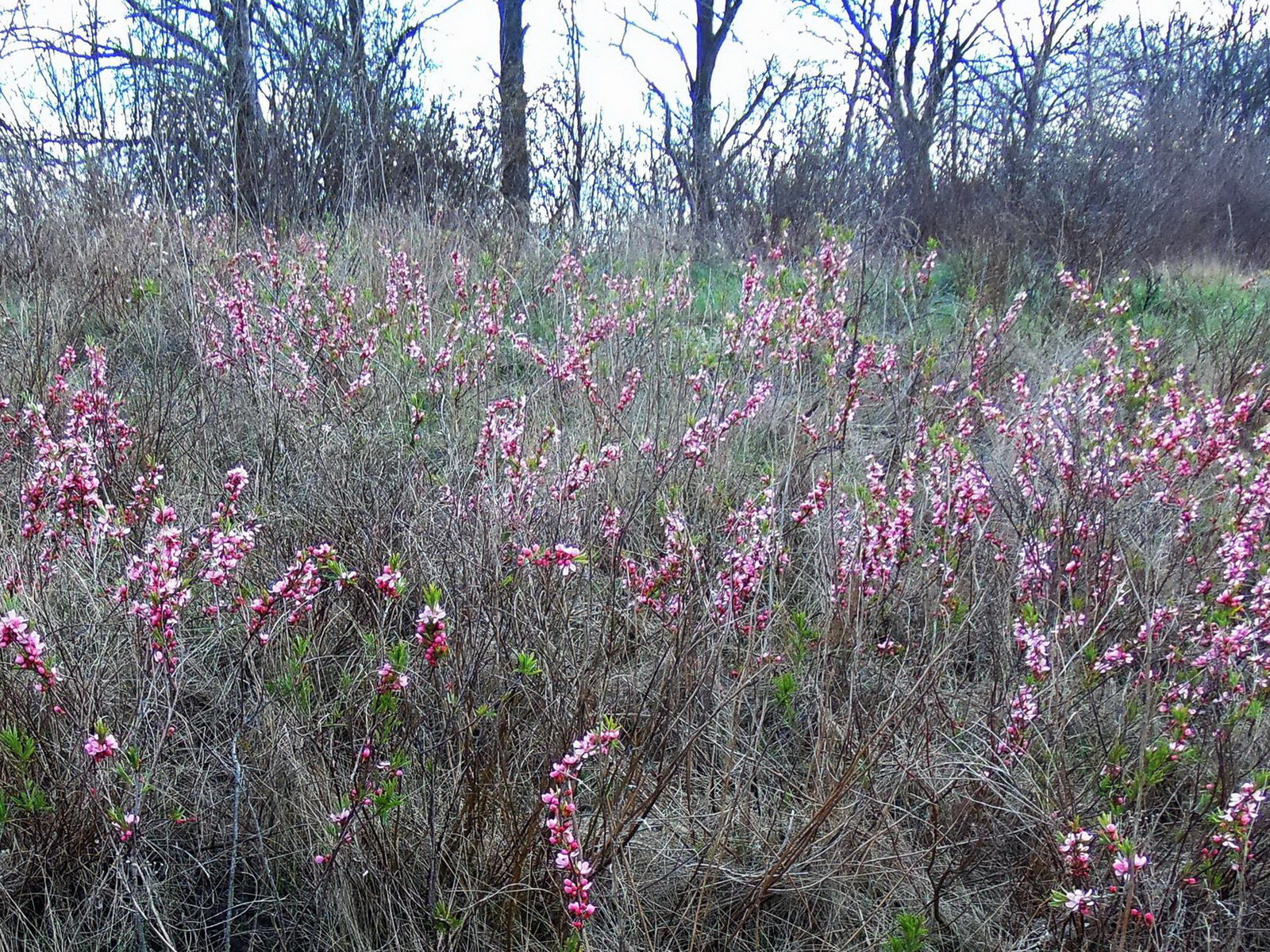
Формація мигдалю степового
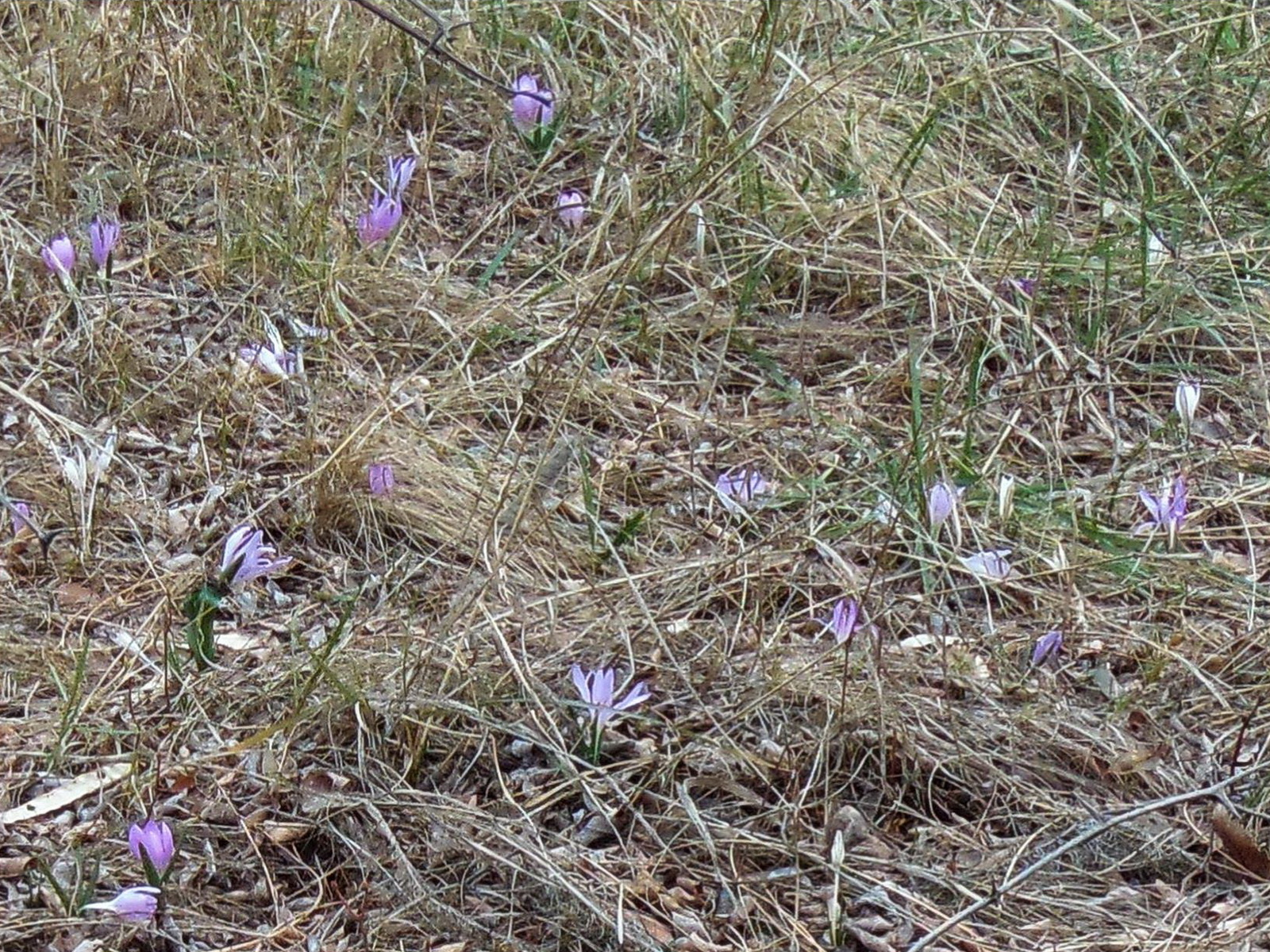
Ценопопуляції брандушки різнокольорової та шафрану сітчастого
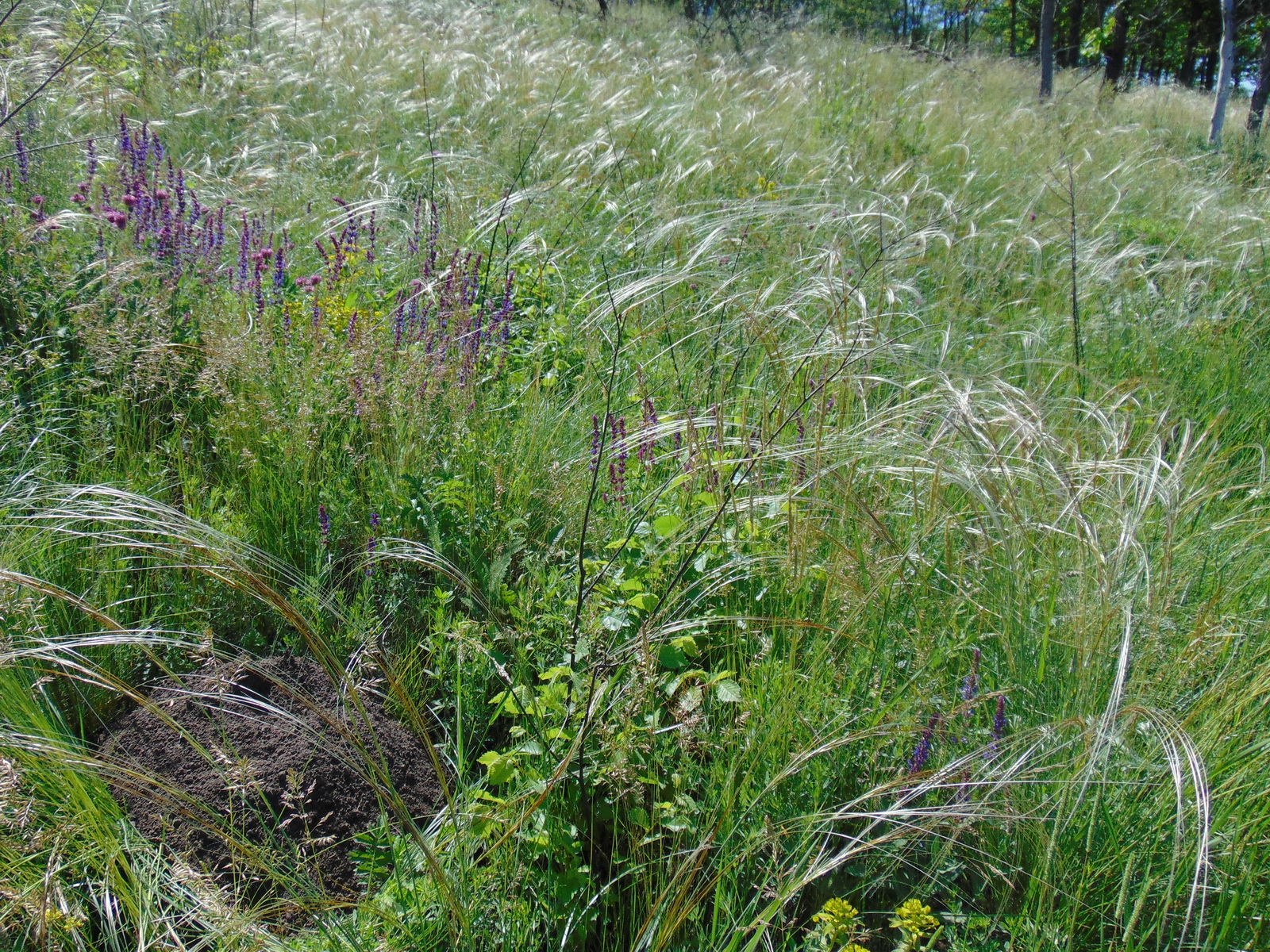
Формація ковили Лессінга
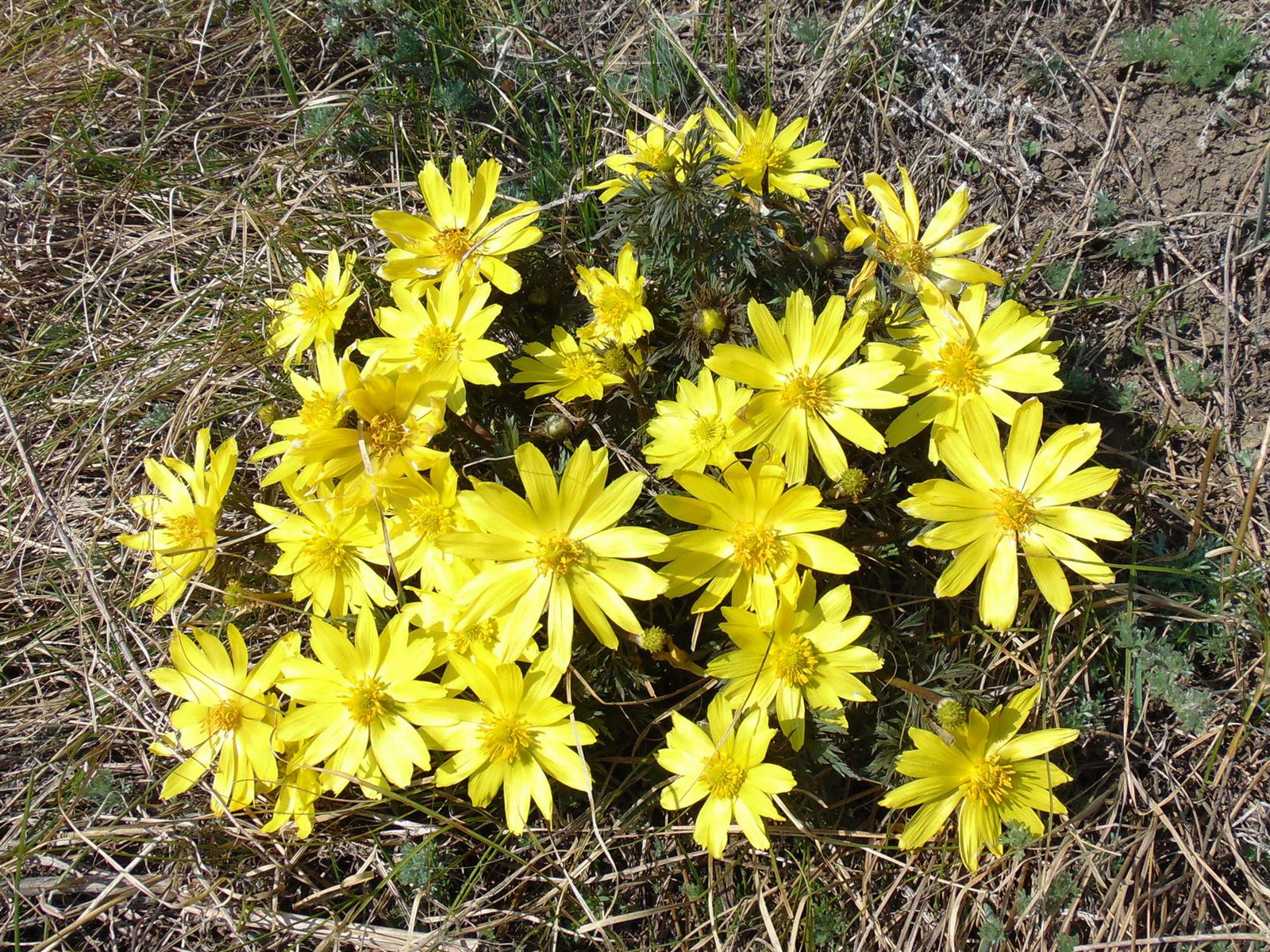
Горицвіт волзький
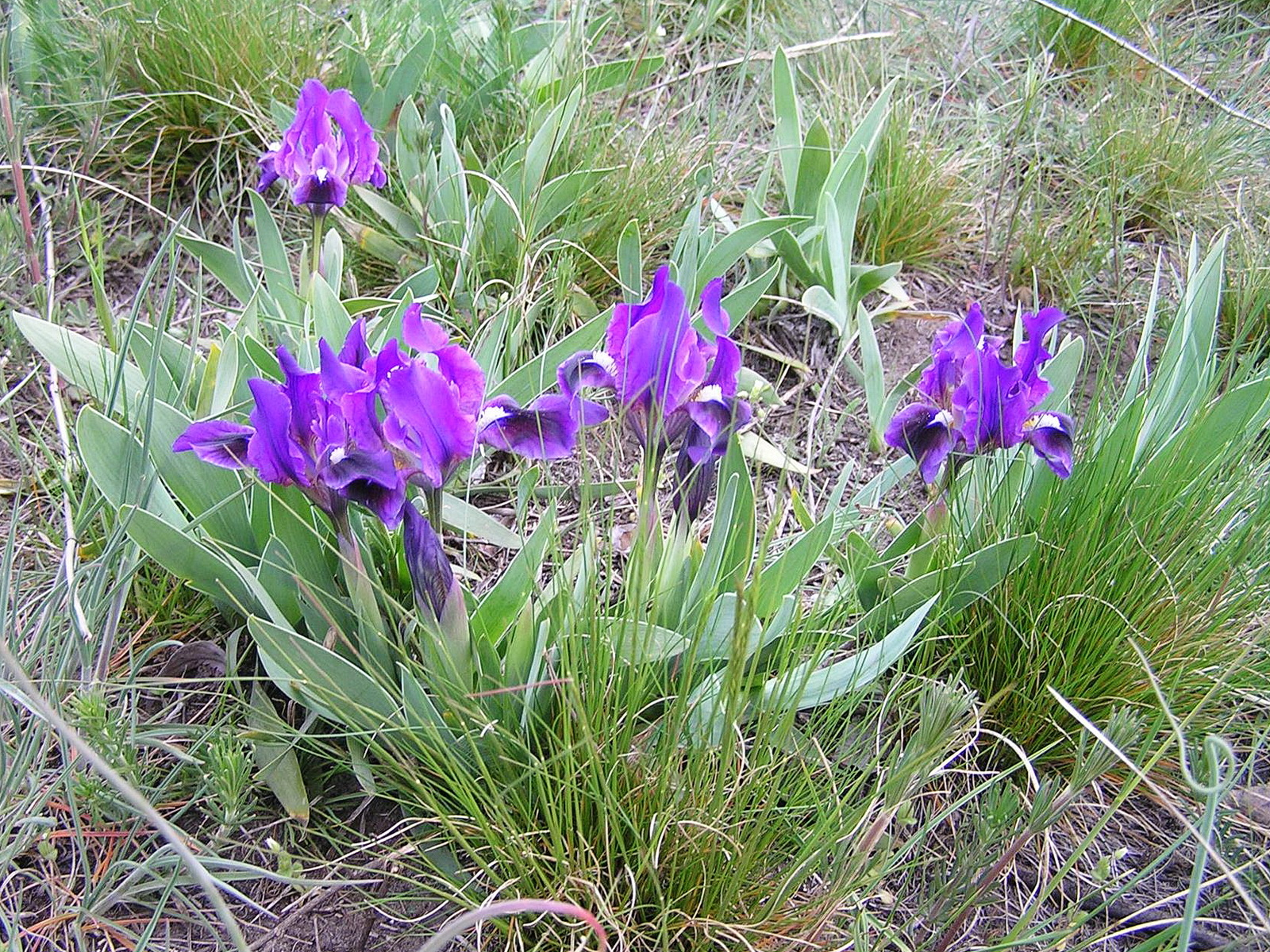
Півники маленькі
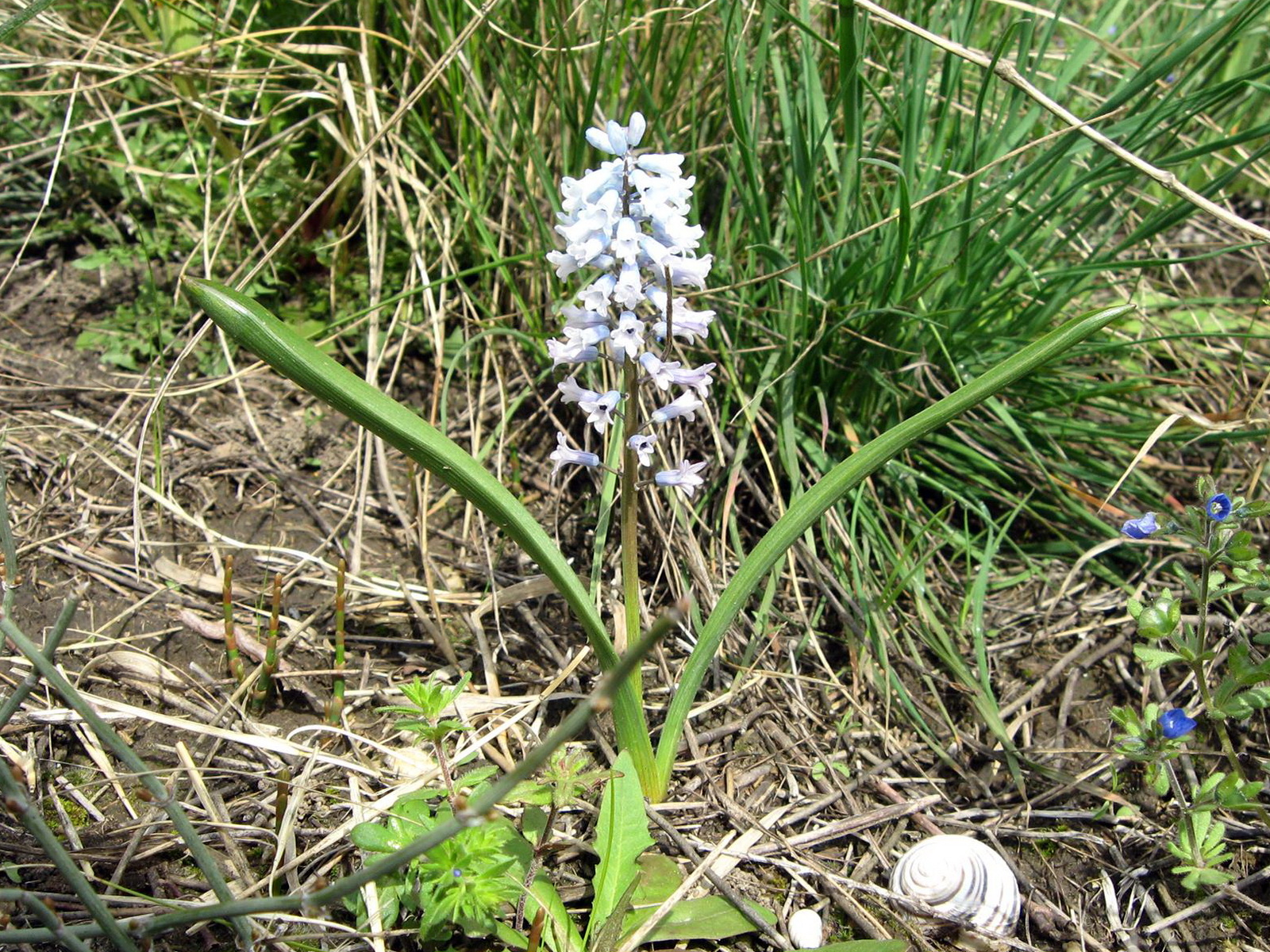
Гіацинтик блідий
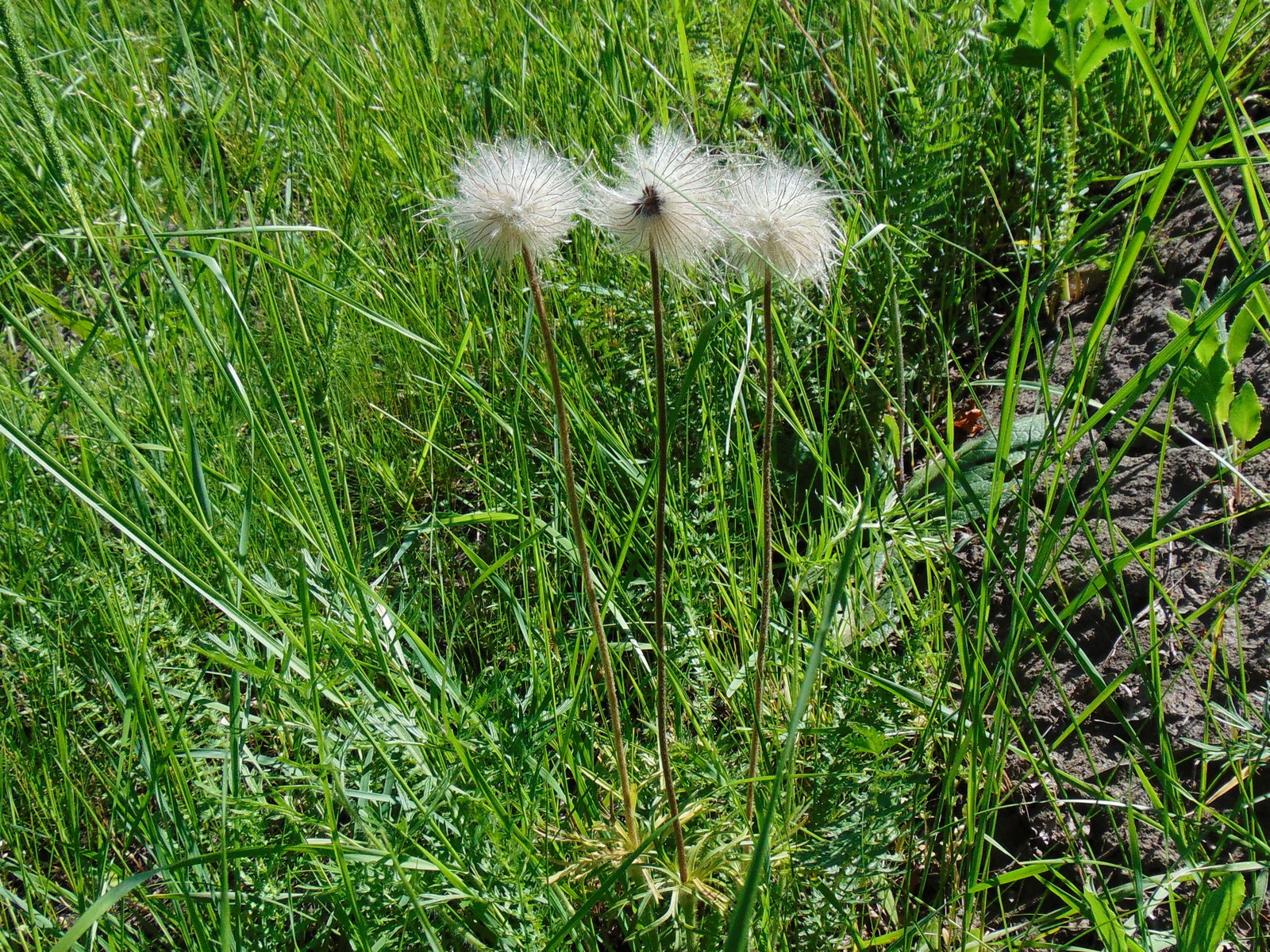
Сон лучний
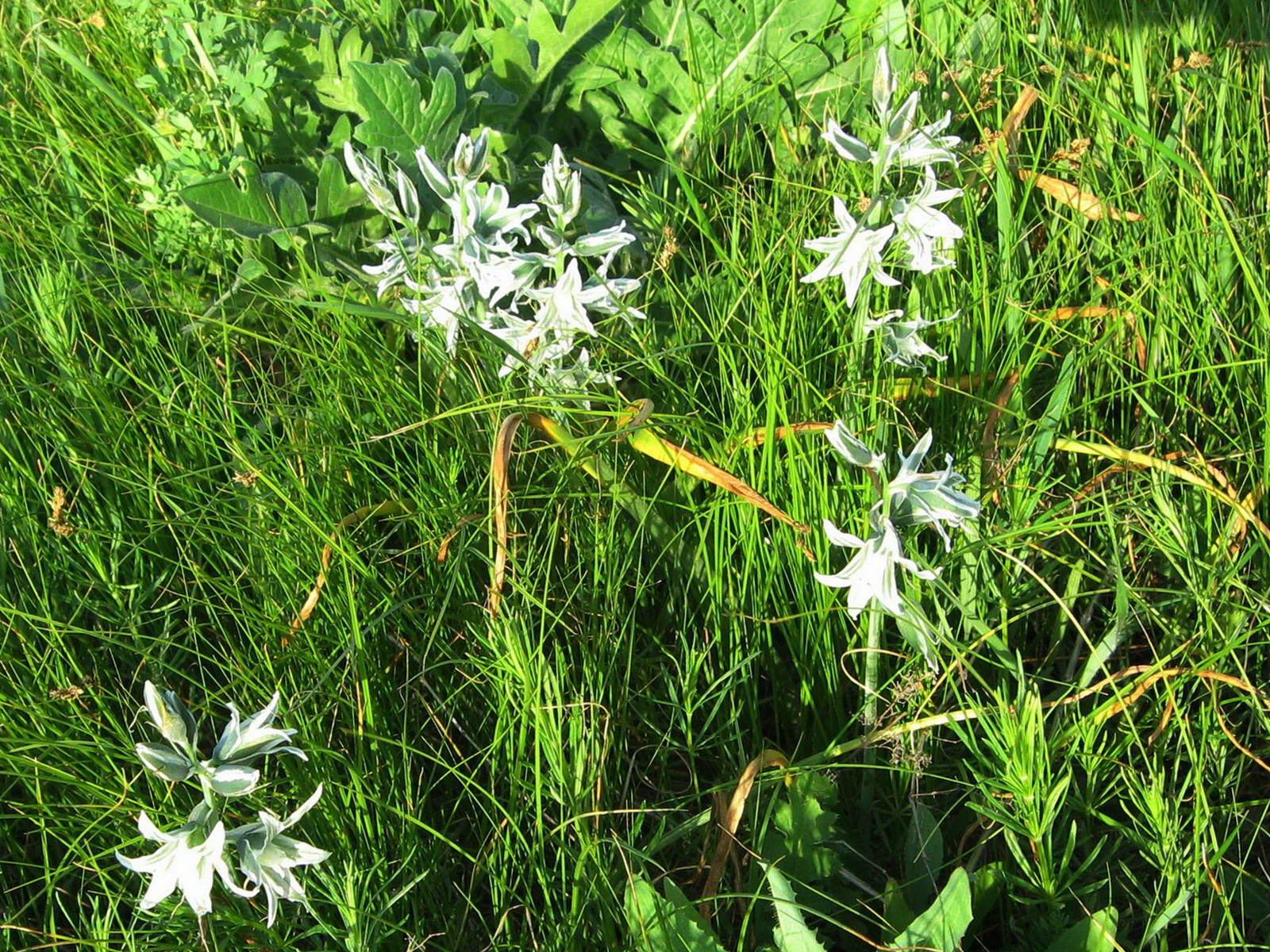
Рястка Буше
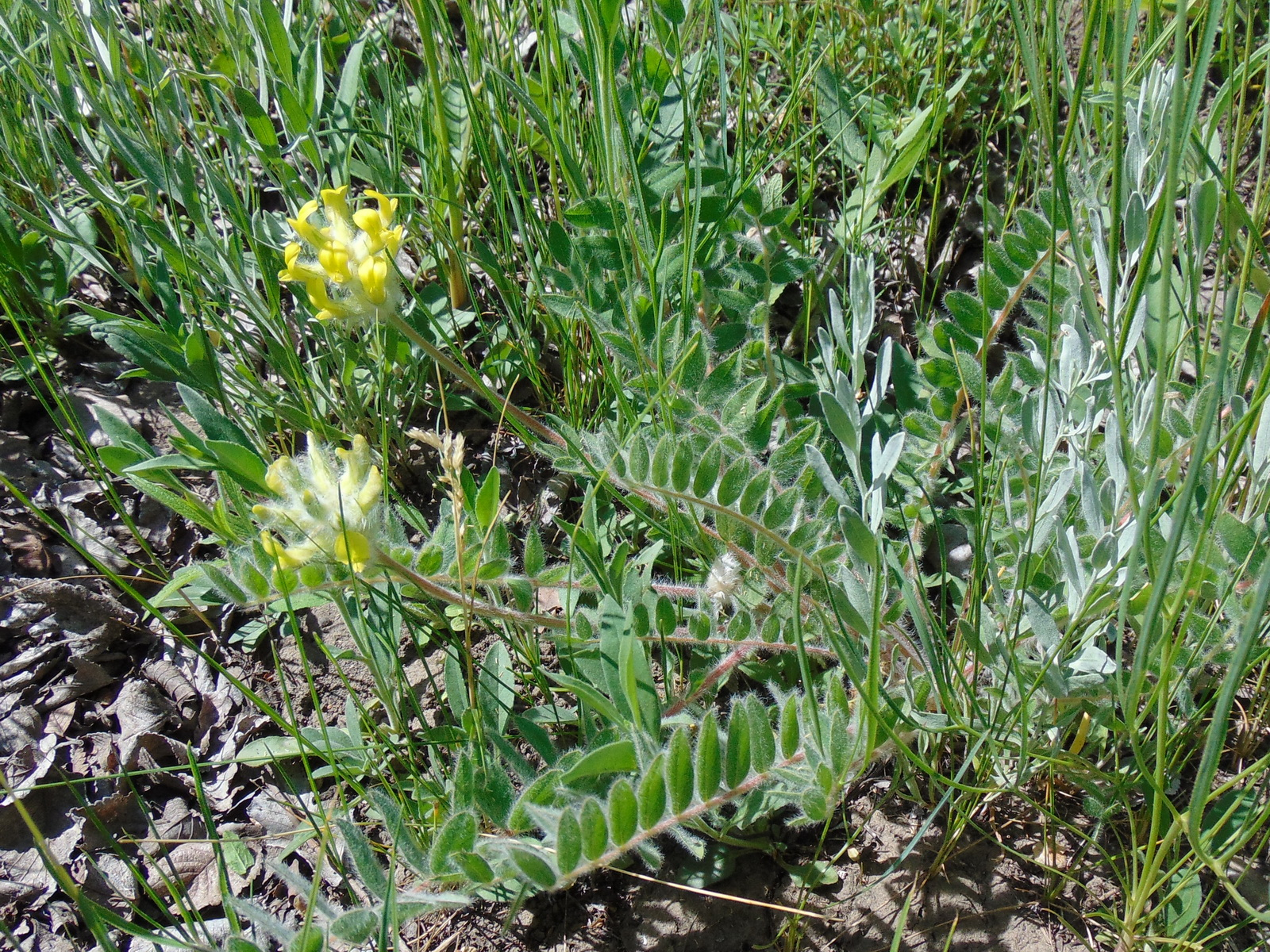
Астрагал шерстистоквітковий
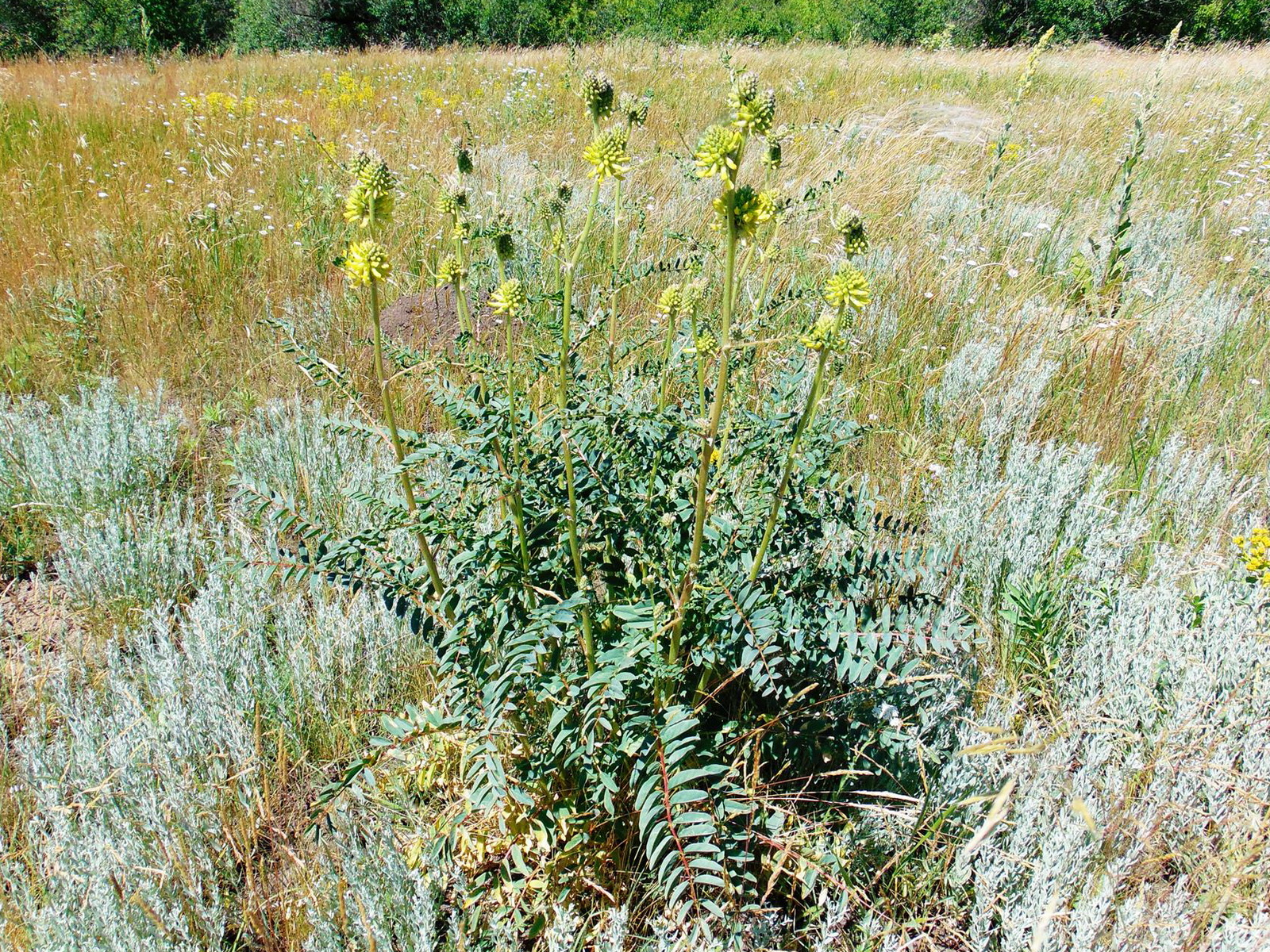
Астрагал понтійський
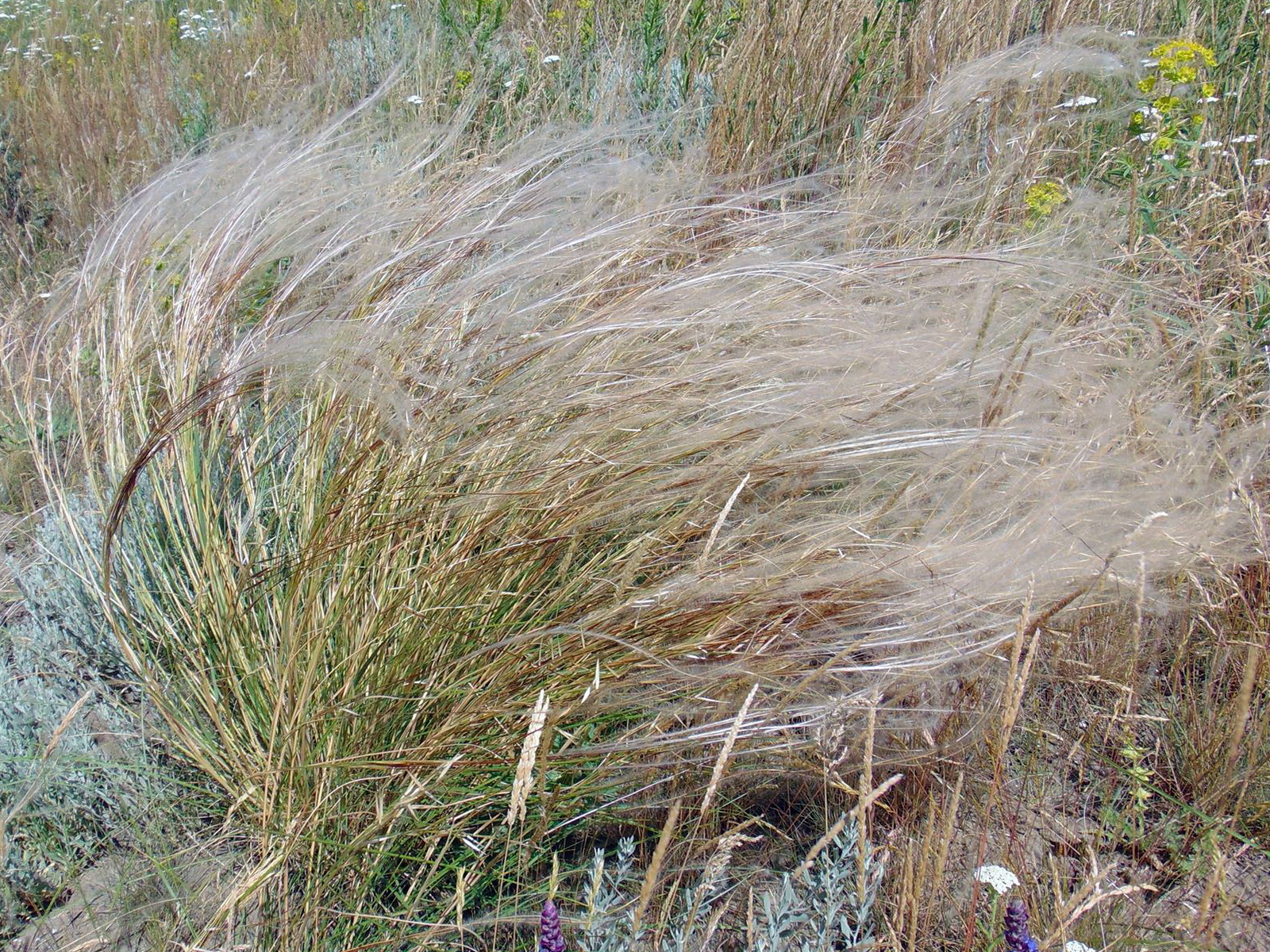
Ковила найкрасивіша